# Peperomia kalimatina
Peperomia kalimatina är en pepparväxtart som beskrevs av C. Dc.. Peperomia kalimatina ingår i släktet peperomior, och familjen pepparväxter. Inga underarter finns listade i Catalogue of Life.